# Альбумінурія
Альбуміну́рія (лат. albumen — білок і грец. ουρον — сеча) — підвищене виділення білка з сечею. Спостерігають як симптом при хворобах нирок (нефриті, нефрозі), при серцевих та багатьох інфекційних захворюваннях. У здорових людей буває іноді після напруженої фізичної праці або споживання багатої на білок їжі.